# غجا
غجا (بالهانغل: 기자 وهو اللفظ الكوري، وبالهانجا: 箕子) أو تشيزو (كما تُلفظ وتُكتب بالصينيَّة: 箕子) هو حكيم صيني شبه أسطوري يُقال أنه حكم مملكة غجا جوسون الكوريَّة في القرن الحادي عشر قبل الميلاد. تذكر الوثائق التاريخيَّة الصينيَّة القديمة مثل وثيقة «كتاب الوثائق» ووثيقة «سجلات الخيزران» أن غجا كان أحد الأقارب الفاضلين لآخر ملوك سلالة شانغ الحاكمة. كما تذكر الوثائق أن تشيزو عوقب بسبب دخوله في جدالات مع الملك. وهنالك مزاعم تاريخيَّة متناقلة تفيد بقيامه بنصح الملك وو وهو أول ملوك سلالة زو بعدما أسقطت زو سلالة شانغ خلال أربعينيات القرن الحادي عشر قبل الميلاد. تدَّعي النصوص الصينيَّة التاريخيَّة العائدة لعهد سلالة هان الحاكمة (206ق.م – 220م) وما تبعها أن الملك وو جعل غجا ملكًا على جوسون (朝鮮) مقابل تعهده بخدمة الملك. ووفقاً لما ورد في «كتاب هان» العائد للقرن الأول ميلادي فإن غجا أدخل كلًا من الزراعة وإنتاج الحرير من دودة القز وغيرها من أوجه الحضارة الصينيَّة إلى جوسون.